# Van Nuys Airport
Van Nuys Airport (IATA: VNY, ICAO: KVNY, FAA LID: VNY) är en flygplats som är belägen i Los Angeles stadsdelen Van Nuys i San Fernando Valley. Flygplatsen ägs av staden Los Angeles och drivs genom Los Angeles World Airports (LAWA) son även driver Los Angeles International Airport (LAX).
Van Nuys Airport har inget reguljärt trafikflyg utan är specialiserad på allmänflyg, särskilt affärsjet.

## Bakgrund
Flygplatsen öppnade 17 december 1928 under namnet Metropolitan Airport på privat initiativ. Strax efter att USA hade gått in i andra världskriget 1942 så köptes den av USA:s federala statsmakt och bytte namn till Van Nuys Army Airfield. Flygplatsen areal utökades och blev 1943 bas för en flygdivision av P-38 Lightning.
Efter krigsslutet såldes flygplatsen av War Assets Administration till staden Los Angeles för en amerikansk dollar, på villkor att Kaliforniens flygnationalgarde kunde fortsätta använda den. Flygplatsen bytte i och med ägarbytet nman till San Fernando Valley Airport, men redan 1957 fastställdes namnet Van Nuys Airport. Flygnationalgardet lämnade 1990 för att flytta till Naval Air Station Point Mugu.

## Verksamhet
Mer än 200 företag finns baserad på flygplatsen. Van Nuys Airport är bas för nyhetshelikoptrar, ambulanshelikoptrar liksom operatörer av rundtursflyg. Där finns även baser för flygenheter för Los Angeles Fire Department samt Los Angeles Police Department. 
Även om det inte går något reguljärflyg så finns en bussterminal för FlyAway som kör flygbussar i skytteltrafik till LAX.

## Populärkultur
Ett stort antal filmer och TV-serier har genom åren filmat på flygplatsen. Mest känt är slutscenen i Casablanca. Andra filmer som spelats in på flygplatsen är: Bortom horisonten, Vi fara till Sahara, Firefox, Bodyguard, I skottlinjen, Charlies änglar – Utan hämningar, Ocean's Thirteen och A Star Is Born.